# Albert Divo
Albert Divo, francoski dirkač, * 24. januar 1895, Pariz, Francija, † 19. september 1966, Pariz, Francija.
Albert Divo se je rodil v Parizu leta 1895. V sezoni 1922 je sodeloval na vzdržljivostni dirki dirki Tourist Trophy na otoku Man. Prvo pomembnejšo zmago je dosegel za volanom dirkalnika Sunbeam v naslednji sezoni 1923, ko je zmagal na dirki za Veliko nagrado Sitgesa v okolici Barcelone. 
V sezoni 1924 je z dirkalnikom Delage na najprestižnejši dirki sezone za Veliko nagrado Francije zasedel drugo mesto za Giuseppejem Camparijem. V naslednji sezoni 1925 je dosegel dve pomembni zmagi na dirkah za Veliko nagrado Francije, kjer je po okvari lastnega dirkalnika prevzel dirkalnik Roberta Benoista in Veliko nagrado San Sebastiána, kjer je zmagal skupaj z Andréjem Morelom. V sezoni 1927 je kot najboljšo uvrstitev dosegel tretje mesto na dirki za Veliko nagrado Velike Britanije, v letih 1928 in 1929 pa je zmagal na dirkah Targa Florio in Coppa Florio z dirkalnikom Bugatti Type 35.
V sezonah 1931 in 1932 je sodeloval tudi v novoustanovljenem Evropskem avtomobilističnem prvenstvu, kjer pa je dosegel le eno uvrstitev na stopničke, tretje mesto na prvi dirki prvenstva za Veliko nagrado Italije 1931. Skupno je v sezoni 1931 zasedel četrto mesto v prvenstvu, v sezoni 1932 pa peto. 
Albert Divo je tudi ustanovitelj kluba Club International des Anciens Pilotes de Grand Prix F1 leta 1962 v švicarskem Villars-sur-Ollonu. Umrl je leta 1966, pokopan pa je na pokopališču Morsang-sur-Orgeja v departmaju Essonne.

## Pomembnejše zmage
- 1923 - Velika nagrada Sitgesa (Sunbeam)
- 1925 - Velika nagrada San Sebastiána, Velika nagrada Francije (Delage)
- 1926 - Velika nagrada Salona Salon (Talbot)
- 1927 - ACF Free For All Race (Talbot)
- 1928 - Targa Florio
- 1929 - Targa Florio

## Popolni rezultatiEvropskega avtomobilističnega prvenstva
(legenda) (odebeljene dirke pomenijo najboljši štartni položaj)
| Leto | Moštvo         | Make    | 1     | 2       | 3       | Prv | Toč |
| ---- | -------------- | ------- | ----- | ------- | ------- | --- | --- |
| 1931 | Usines Bugatti | Bugatti | ITA 3 | FRA 7   | BEL Ret | 4=  | 12  |
| 1932 | Ettore Bugatti | Bugatti | ITA 6 | FRA Ret | NEM     | 5=  | 17  |